# STA Travel
STA Travel var en resebyrå med målgruppen ungdomar och studenter. Resebyrån hade 440 butiker i 75 länder.
1979 började STA Travel med sin globala verksamhet och 1999 etablerade de sig i Sverige. Under flera år hade STA travel ett avtal med Centrala studiestödsnämnden, varvid utlandsstuderande kunde ansöka om merkostnadslån för att boka resor mellan Sverige och studielandet.
STA Travel gick i konkurs 2020 i sviterna av Coronapandemins påverkan på reseindustrin.  
Ägare av det ursprungliga företaget var Diethelm Keller Holding Ltd, och den nordiska delen köptes upp av Australienresor AB:s norske ägare efter konkursen.